# Neocheiridium ashmoleorum
Espèce
Neocheiridium ashmoleorum est une espèce de pseudoscorpions de la famille des Cheiridiidae.

## Distribution
Cette espèce est endémique de l'île de l'Ascension. Elle se rencontre sur Boatswain Bird Island.

## Description
La femelle holotype mesure 0,86 mm.

## Systématique et taxinomie
Cette espèce a été décrite par Sherwood, Grignet, Harvey, Sharp et Wilkins en 2024.

## Étymologie
Cette espèce est nommée en l'honneur de Myrtle Jane Ashmole et Nelson Philip Ashmole.

## Publication originale
(juin 2024).
- Sherwood, Grignet, Harvey, Sharp, Wilkins, Ashmole & Ashmole, 2024 : « David and Goliath: on the pseudoscorpions of Ascension Island, including the world’s largest, Garypus titanius Beier, 1961, and a new, minute, Neocheiridium Beier, 1932 (Arachnida: Pseudoscorpiones). » Natura Somogyiensis , vol. 42, p. 131-150.